# Roba

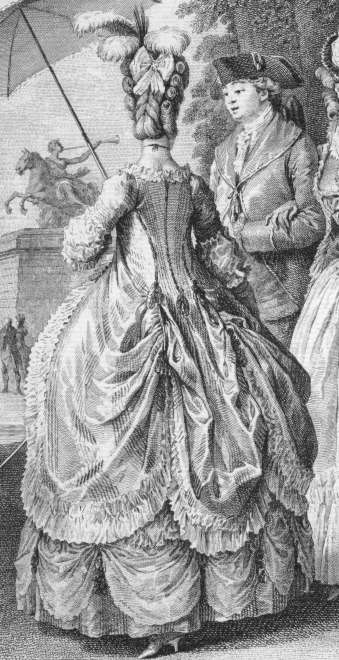
Roba polska

Roba (fr. robe) – suknia, noszona we Francji już w XV wieku. Jej krój charakteryzował się podwyższonym stanem, trójkątnym dekoltem, długimi, obcisłymi rękawami i trenem. W języku polskim terminu zaczęto używać w drugiej połowie XVIII wieku na określenie strojnej sukni. Nazwę roba stosowano też w odniesieniu do ubioru męskiego, noszonego we Francji w XV wieku. Roba męska miała bufiaste długie rękawy, a całość układała się w wypukłe fałdy.